# أنشوفة ريغانية
أنشوفة ريغانية (الاسم العلمي:Anchoa argentivittata) (بالإنجليزية: Regan's anchovy)‏ هي نوع من الأسماك تتبع جنس الأنشوفة من الفصيلة البلمية.